# 3256 Daguerre
3256 Daguerre là một tiểu hành tinh vành đai chính, được phát hiện bởi Brian A. Skiff và Norman G. Thomas vào năm 1981. Nó được đặt theo tên Louis Daguerre, nhà phát minh Pháp bằng phương pháp daguerrotype. Daguerre có đường kính 24.38 km.